# Alexi Pitu
Alexi Pitu (Karlsruhe, 5 giugno 2002) è un calciatore rumeno, attaccante del Vejle.

## Caratteristiche tecniche
Molto abile tecnicamente, si è imposto come uno dei prospetti più interessanti del panorama europeo grazie alla tecnica sopraffina, la velocità, il movimento senza palla e la duttilità che lo rende utilizzabile sia come ala su entrambe le fasce che come seconda punta.

## Carriera

### Club
Cresciuto nel settore giovanile del Viitorul Costanza, Pitu debutta in prima squadra il 12 luglio 2018, in occasione dell'incontro dei turni preliminari di Europa League vinto 2-0 contro il RU Luxembourg.
Il 26 gennaio 2023, lascia la Romania, trasferendosi ai francesi del Bordeaux per la cifra di 2 milioni di euro.

### Nazionale
Nel marzo del 2023, Pitu riceve la sua prima convocazione ufficiale con la nazionale maggiore rumena, in vista degli incontri di qualificazione al campionato europeo del 2024 con Andorra e la Bielorussia.

## Statistiche

### Presenze e reti nei club
Statistiche aggiornate al 3 novembre 2023.
| Stagione                  | Squadra                   | Campionato                | Campionato | Campionato | Coppe nazionali | Coppe nazionali | Coppe nazionali | Coppe continentali | Coppe continentali | Coppe continentali | Altre coppe | Altre coppe | Altre coppe | Totale | Totale | Totale |
| Stagione                  | Squadra                   | Comp                      | Pres       | Reti       | Comp            | Pres            | Reti            | Comp               | Pres               | Reti               | Comp        | Pres        | Reti        | Pres   | Reti   |        |
| ------------------------- | ------------------------- | ------------------------- | ---------- | ---------- | --------------- | --------------- | --------------- | ------------------ | ------------------ | ------------------ | ----------- | ----------- | ----------- | ------ | ------ | ------ |
| 2018-2019                 | Viitorul Costanza         | L1                        | 5          | 0          | CR              | 0               | 0               | UEL                | 2                  | 0                  |             | -           | -           | 7      | 0      |        |
| 2019-2020                 | Viitorul Costanza         | L1                        | 9          | 0          | CR              | 1               | 0               | UEL                | 0                  | 0                  | SR          | 0           | 0           | 10     | 0      |        |
| 2020-2021                 | Viitorul Costanza         | L1                        | 17         | 0          | CR              | 0               | 0               |                    | -                  | -                  |             | -           | -           | 17     | 0      |        |
| Totale Viitorul Constanța | Totale Viitorul Constanța | Totale Viitorul Constanța | 31         | 0          |                 | 1               | 0               |                    | 2                  | 0                  |             | 0           | 0           | 34     | 0      |        |
| 2021-2022                 | Farul Costanza            | L1                        | 32         | 0          | CR              | 0               | 0               |                    | -                  | -                  |             | -           | -           | 32     | 0      |        |
| 2022-gen. 2023            | Farul Costanza            | L1                        | 20         | 5          | CR              | 0               | 0               |                    | -                  | -                  |             | -           | -           | 20     | 5      |        |
| Totale Farul Constanza    | Totale Farul Constanza    | Totale Farul Constanza    | 52         | 5          |                 | 0               | 0               |                    | 0                  | 0                  |             | 0           | 0           | 52     | 5      |        |
| gen.-giu. 2023            | Bordeaux                  | L2                        | 16         | 0          |                 | -               | -               |                    | -                  | -                  |             | -           | -           | 16     | 0      |        |
| 2023-2024                 | Bordeaux                  | L2                        | 9          | 1          | CF              | -               | -               |                    | -                  | -                  |             | -           | -           | 9      | 1      |        |
| Totale Bordeaux           | Totale Bordeaux           | Totale Bordeaux           | 25         | 1          |                 | -               | -               |                    | -                  | -                  |             | -           | -           | 25     | 1      |        |
| Totale carriera           | Totale carriera           | Totale carriera           | 108        | 6          |                 | 1               | 0               |                    | 2                  | 0                  |             | -           | -           | 111    | 6      |        |

## Palmarès

### Club

#### Competizioni nazionali
- Cupa României: 1

Viitorul Costanza: 2018-2019
- Cupa României: 1

Viitorul Costanza: 2019